# MicVac-metoden

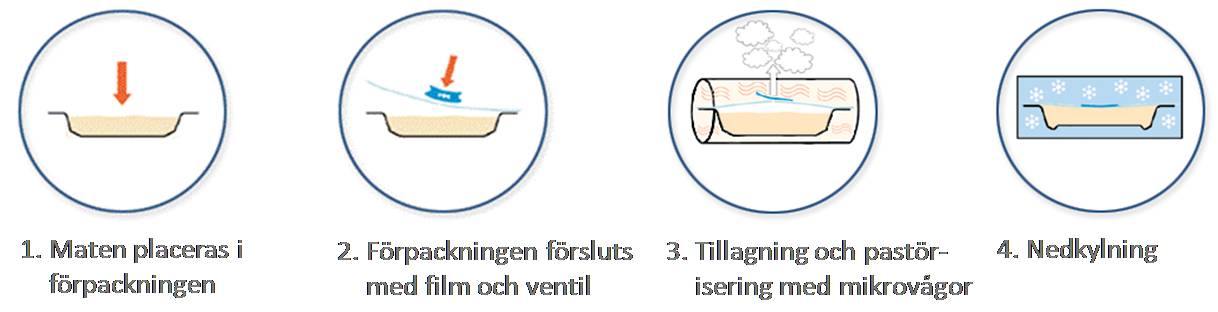
Principiell beskrivning av MicVac-metoden.

MicVac-metoden är en teknik för industriell tillverkning av färdigmat. Den skapades av den svenske musselodlaren och forskaren Joel Haamer från Göteborg.
Maten försluts i en förpackning där den sedan tillagas och pastöriseras. Under tillagnings- och pastöriseringssteget öppnar en ventil på förpackningen, där ånga och syre släpps ut.  Tillagningstiden är kort då uppvärmningen sker med mikrovågor.  När värmetillförseln slutar stänger ventilen. Förpackningen kyls och kvarvarande ånga kondenserar, vilket ger en vakuumförpackad produkt. Den korta tillagningstiden i kombination med avsaknaden av syre i förpackningen är unikt för metoden.[källa behövs] Metoden har använts industriellt sedan 2005.
Uppfinnaren bakom tekniken är Dr. Joel Haamer och företaget MicVac grundades i augusti 2000. Idén till metoden fick Haamer redan på 1970-talet då han försökte hitta lösningen på hur man bättre skulle kunna ta tillvara musslor, som har lätt för att härskna och är värmekänsliga. I slutet av 1990-talet hade mikrovågstekniken utvecklats så mycket att Haamers idé var värd att patentera. Därefter utvecklades och förfinades tekniken under fem år för att sedan kommersialiseras 2005.